# Gerra de Caylus
La gerra de Caylus és una gerra d'alabastre que conté el nom del rei de l'Imperi Aquemènida Xerxes I en jeroglífic egipci i cuneïforme persa. Fou un element clau pel desxiframent per part de Grotefend del cuneïforme persa antic gràcies a la lectura de la part jeroglífica per Champollion el 1823. També confirmà l'antiguitat de jeroglífics fonètics abans del temps d'Alexandre el Gran, la qual cosa corroborava el desxiframent fonètic dels noms dels antics faraons egipcis. La gerra s'anomenà en honor a Anne Claude de Caylus, col·leccionista francès que adquirí la gerra entre 1752 i 1765. Actualment es troba al Cabinet des Médailles de París (inv. 65.4695).